# Zelenogorsk
 Denne artikel omhandler er en by ved Sankt Petersborg. For andre betydninger af Zelenogorsk, se Zelenogorsk (Krasnojarsk kraj).
Zelenogorsk (russisk: Зеленого́рск, finsk: Terijoki svensk: Terijoki; før 1948 Terijoki) er en by i Kurortnyj rajon, der ligger i Sankt Petersborg i Rusland. Byen ligger på det Karelske næs og er en stationsby på jernbanestrækningen Sankt Petersborg – Vyborg. Zelenogorsk ligger ca. 50 km nordvest for Sankt Petersborgs centrum. Byen har et indbyggertal på 15.492 (2023) indbyggere.

## Historie
Før 1917 lå Terijoki i Storfyrstendømmet Finland, der hørte under det Russiske Kejserrige fra 1812 til 1917. Selv om byen lå i kejserriget var der toldgrænse ved Terijoki, ligesom man skulle have gyldigt pas for at kunne krydse grænsen til Rusland.
Det lykkedes for Vladimir Lenin at krydse grænsen i hemmelighed i 1907. Den 3. april 1917 vendte han tilbage til Sankt Petersborg via Terijoki-grænsen forklædt som fyrbøder ved de finske jernbaner. Da den finske republik blev udråbt den 6. december 1917 blev Terijoki en del af denne. 
Terijoki forblev finsk, indtil den blev afstået til Sovjetunionen ved fredstraktaten i Moskva efter Vinterkrigen i 1940. Byen blev kendt under Vinterkrigen som hovedstad i Otto Ville Kuusinens kortlivede Finske Demokratiske Republik. Finland genindtog byen under Fortsættelseskrigen fra 1941 til 1944, blot for at miste den igen i 1944.
Zelenogorsk havde været en populær ferieby siden 1870, da Riihimäki-Sankt Petersborg jernbanen blev bygget. Den blev besøgt af de øverste lag i Sankt Petersborg indtil oktoberrevolutionen, hvor grænsen blev lukket. Omkring år 1900 lå byens befolkningstal på nogle få tusinde, men voksede til 50.000 om sommeren. Efter Vinterkrigen blev byens oprindelige befolkning flyttet til Finland og erstattet med russere.